# Dreaming Arizona
Dreaming Arizona er en dansk dokumentarfilm fra 2022 instrueret af Jon Bang Carlsen.

## Handling
I Arizonas ørken ved Route 66 findes landsbyen Winslow. På byens gymnasium møder vi fem teenagere med hver deres drøm for fremtiden. Som alle unge er de i en overgangsfase hvor de skal forme deres egne liv, lægge barndommen bag sig og skabe en identitet som voksne. Deres ønske om frihed er stærk, og der kommer konsekvenser, når forældre, samfund og deres egne sind lægger bånd på dette ønske.